# Đội Quyên
Lê Quyên (1859 - 1917), còn được chép là Lê Văn Quyên, hiệu Đại Đẩu, thường gọi là Đội Quyên, là thủ lĩnh nghĩa quân chống Thực dân Pháp trong lịch sử Việt Nam thời cận đại.

## Thân thế
Lê Quyên sinh năm Kỷ Mùi (1859) tại làng Yên Phúc (sau thành xã Đức Phúc, huyện Đức Thọ nay là xã Yên Hồ, huyện Đức Thọ) tỉnh Hà Tĩnh, trong một gia đình làm ruộng và làm nghề rèn. Ông là hậu duệ (đời thứ 11) của Đệ tam giáp đồng Tiến sĩ xuất thân (1652) Lê Đắc Toàn.

## Hành trạng

### Hưởng ứng dụ Cần Vương
Năm 26 tuổi (1885), hưởng ứng dụ Cần Vương, Lê Quyên tham gia cuộc khởi nghĩa do Lê Ninh lãnh đạo. Cuối năm 1887, thủ lĩnh Lê Ninh mắc bệnh qua đời ở căn cứ, Lê Quyên và Lê Phất (còn gọi là Kiểm Phất) cùng với các em của Lê Ninh (Lê Khai, Lê Phác, Lê Trực) bèn đến gia nhập lực lượng của Phan Đình Phùng.
Biết Lê Quyên và Lê Phất đều là thợ rèn giỏi, thủ lĩnh họ Phan liền phân công về xưởng sản xuất vũ khí do Cao Thắng phụ trách. Bằng tài nghệ và nhiệt tình của mình, ông đã tham gia chế tạo ra hàng trăm khẩu súng trường kiểu 1874 của Pháp, nên được phong chức đội nên gọi là "Đội Quyên".
Ngày 21 tháng 11 năm 1893, Cao Thắng bị trúng đạn mất trong trận đánh đồn Nu ở Thanh Chương (Nghệ An), Đội Quyên liền được cử làm quản đốc sản xuất vũ khí. Trong trận đánh đồn Quả Cảm năm 1895, trợ thủ đắc lực của Đội Quyên là Lê Phất hy sinh, kể từ đó một mình ông phải gánh vác công việc chế tạo và sửa chữa vũ khí.
Ngày 28 tháng 12 năm 1895, thủ lĩnh Phan Đình Phùng mất tại căn cứ vì bị thương nặng trong một trận kịch chiến. Thừa cơ, quân Pháp rầm rộ kéo vào đánh phá căn cứ. Hay tin, Đội Quyên liền cho chôn giấu vật liệu, đốt xưởng, rồi dẫn quân ra Đông Thành (Nghệ An) hiệp cùng Lãnh Ngợi (chưa biết họ tên đầy đủ) tiếp tục kháng Pháp.

### Tham gia Duy Tân hội
Khi Lãnh Ngợi hy sinh, Đội Quyên về Hà Tĩnh định theo Lãnh binh Ngô Quảng nhưng không gặp. Sau đó, ông ra Nam Đàn (Nghệ An) tìm Phan Bội Châu. Ông Phan thấy ông là người có tài năng về quân sự, phân công ông gây dựng cơ sở chống Pháp ở Nam Đàn. Theo Từ điển nhân vật lịch sử Việt Nam, thì trong khoảng thời gian này, ông liên kết hoạt động với Ngô Quảng, Hồ Bá Phấn và Nguyễn Thị Thanh (chị Nguyễn Ái Quốc). Đến khi quân Pháp truy lùng Đội Quyên gắt gao nhất, cô Thanh đã đưa ông về nhà mình ở Kim Liên (Nam Đàn, Nghệ An) ẩn náu, rồi còn tìm nơi an toàn để ông mở lớp dạy võ cho thanh niên.
Trong chuyến về huyện Quỳnh Lưu vận động cách mạng thì Đội Quyên bị quân Pháp bắt. Không biết ông là thủ lĩnh nghĩa quân, nên họ chỉ giam tạm ông ở đồn Can Lộc. Sau đó, ông đã thuyết phục viên quyền trưởng đồn cho mình trốn thoát .
Năm 1904, Đội Quyên có mặt trong ngày thành lập Duy Tân hội ở Quảng Nam do Phan Bội Châu, Nguyễn Hàm (còn có tên là Nguyễn Thành, Nguyễn Tiểu La) chủ trương. Dự họp xong, ông được phân công trở về Nghệ An làm công tác vận động tài chính cho hội, để đưa thanh niên ra nước ngoài học tập (phong trào Đông Du).
Năm 1905, Đội Quyên cùng Tú Ngô (chưa biết họ tên đầy đủ), Giám Hành (Hoàng Xuân Hành), Cử nhân Vương Thúc Quý và cô Nguyễn Thị Thanh, phát động phong trào chống Pháp trong huyện.
Thực hiện chủ trương của Phan Bội Châu, Đội Quyên và Phạm Văn Ngôn đã lên Yên Thế (Bắc Giang) để thoả thuận với thủ lĩnh Hoàng Hoa Thám lập "đồn điền Tú Nghệ" ở Phồn Xương, đồng thời phát động phong trào chống Pháp ở Nghệ An - Hà Tĩnh để phối hợp.

### Tham gia Quang phục Hội
Năm 1912, do thắng lợi của Cách mạng Tân Hợi ở Trung Quốc, Phan Bội Châu giải tán Duy Tân hội thành lập Việt Nam Quang phục Hội; thì Đội Quyên và Nguyễn Thị Thanh lại chuyển sang hoạt động cho tổ chức này.
Bằng tài nghệ và kinh nghiệm của mình, ông đã thành lập xưởng chế tạo súng để trang bị cho đội quân (Quang phục quân) của hội. Tại hội nghị của tổ chức Việt Nam Quang phục Hội ở Nghệ An - Hà Tĩnh, Đội Quyên được cử làm Tổng chỉ huy Quang phục quân ở địa bàn này. Sau đó, ông gấp rút xây dựng căn cứ kháng chiến ở Bố Lư ở huyện Thanh Chương.

## Tuẫn tiết
Theo sách 284 anh hùng hào kiệt của Việt Nam, thì trong một đợt đi công tác Đội Quyên bị bệnh phải nằm lại nhà bạn là Đặng Nguyên Cẩn ở Lương Điền (Thanh Chương, Nghệ An) thì bị mật báo. Đêm 20 tháng 8 năm 1917 (Đinh Tỵ), quân Pháp kéo đến vây bắt ông. Mặc dù bị bệnh, ông vẫn chống cự kịch liệt, nhưng rồi tự sát vì không muốn sa vào tay đối phương. Lúc ấy, ông 58 tuổi.

## Thông tin liên quan
Tương truyền Đội Quyên có bài thơ tỏ chí như sau:
Trong cuộc hơn thua há chịu ai,
Giống nòi Hồng Lạc thiếu chi người.
Tấc gươm trung nghĩa cầm ngang dạ,
Một gánh giang san chất nặng vai.
Tình thế hùm thiêng còn dấu gót,
Ai ngờ lũ chó khéo tìm hơi.
Phen này chẳng khuất thằng Tây nữa,
Quyết phá tung ra đứng giữa trời.
Tên của ông được đặt cho đường Đội Quyên ở phường Cửa Nam (Vinh, Nghệ An) và đường Lê Quyên ở Quận 8 (Thành phố Hồ Chí Minh).